# Spyro 2: Ripto’s Rage!
Spyro 2: Ripto’s Rage! — видеоигра для игровой консоли PlayStation, разработанная Insomniac Games и изданная Sony Computer Entertainment в 1999 году, вторая игра в серии Spyro the Dragon. В Европе и Австралии издавалась под названием Spyro 2: Gateway to Glimmer, в Японии — Spyro x Sparx: Tondemo Tours.
Сюжет игры продолжает события первой части. Дракон Спайро и его приятель — стрекоза Спаркс — попадают из родных Драконьих миров, где происходило действие Spyro the Dragon, в иную реальность — вселенную под названием Авалар. Она подверглась нападению могущественного чародея по имени Рипто, пытающегося покорить Авалар своей воле. Деятельность Рипто и его прихвостней привела к нарушению баланса в мирах Авалара — например, идолы начали нападать на своих создателей, эскимосы вмёрзли в глыбы льда, а морские коньки в подводном городе стали чахнуть от отсутствия воды. Призванный из Драконьих миров Спайро должен помочь жителям Авалара и разделаться с Рипто.
26 июля 2007 года игра была размещена для скачивания в Европейской сети PlayStation Network, но менее чем через неделю была убрана из-за ошибок в портировании (уровни Colossus и Idol Springs не загружались).

## Сюжет
В Королевстве Драконов наступил сезон дождей. Спайро захотелось на пляж. Неподалёку оказался портал. Спайро и его лучший друг стрекоза Спаркс недолго думая туда влетели. Но по ту сторону портала пляжа не оказалось. Там хозяйничал злой колдун Рипто. Дракончик должен помочь своим новым друзьям — Элоре, Хантеру, Профессору и фее Зое — одолеть Рипто и его злых последователей. Для этого необходимо собрать четырнадцать талисманов, разбросанных по разным мирам (миры соединены порталами, что позволяет всегда возвращаться в нужное место). Талисманы дают обитатели миров, когда Спайро освобождает их от владычества Рипто. Но это ещё не все. Рипто выживает и после этого. Спайро необходимо собрать волшебные шары, чтобы в последний раз встретиться с Рипто и вернуться домой.

## Персонажи
- Спайро — главный персонаж игры, молодой фиолетовый дракон, умеет дышать огнём, бодаться и немножко летать.
- Элора — мудрая и рассудительная фавна, она много знает о мирах, в которых придётся побывать Спайро.
- Хантер (Охотник) — гепард, он будет активно помогать Спайро во всем.
- Профессор — крот, из-за которого Спайро и оказался втянутым в эту историю, поможет дракончику вернуться домой.
- Манибэг (Толстосум) — медведь, все время требует драгоценные камни, чтобы открыть мост или научить Спайро умению. Можно узнать о том, что он близко, по характерному звуку, с которым он встряхивает свой мешок с драгоценностями.
- Фея Зоя — всегда готова сохранить Спайро в том месте, где он находится.
- Рипто — рогатый риптозавр, главный злодей игры. Хоть сам является драконом, испытывает ненависть к другим особям своего вида. Финальный босс игры.
- Галп — огромный зелёный рогатый ящер с плазмоганами на спине. Служит Рипто ездовым животным. Второй босс игры.
- Краш — синий ящер с огромной дубинкой. Телохранитель Рипто. Первый босс игры.

## Геймплей
Спайро обладает многими способностями дракона.
- Огненное дыхание — очень разрушительная атака. Позволяет уничтожать большинство врагов, кроме тех кто защищён щитом или доспехами. Может сжигать сундуки с драгоценными камнями.
- Таран рогами — эта атака помогает против врагов, закованных в броню. Также он позволяет быстро передвигаться. С помощью этой атаки можно разбивать железные сундуки и некоторые стены.
- Прыжок.
- Планирование — короткий полёт с более высоких объектов на более низко расположенные. Если вы немного не долетаете, то нажмите кнопку обзор, и Спайро попытается немножко подлететь.
- Обзор — возможность приблизить камеру и оглянуться по сторонам, проверяя окружающее пространство на предмет врагов или других объектов. Иногда используется и для прицеливания огня.
- Двойной прыжок — это не задокументированная особенность геймплея. С помощью двойного прыжка можно допрыгнуть или долететь гораздо дальше. Для этого надо прыгнуть, в высшей точке полёта нажать таран рогами, не отпуская прыжок и (если нужно) опять прыжок, чтобы начать планирование. С помощью такого прыжка можно обойти почти все места, за которые просит заплатить Манибег (нельзя обойти обучения навыкам и открытие портала Zephyr и Shady Oasis. Гоночные трассы можно не открывать за деньги, они автоматически откроются после прохождения Рипто).

## Разработка

### Проектирование
После коммерческого успеха Spyro the Dragon, Insomniac Games решили выпустить сиквел. Разработка Spyro 2 была анонсирована в апреле 1999 года, и компания Sony Computer Entertainment объявила, что демоверсия игры будет показана на Electronic Entertainment Expo в мае того же года, в Лос-Анджелесе, и что полная игра выйдет в ноябре. По мнению обозревателей из IGN, Sony не могла удовлетвориться наличием серии игр Crash Bandicoot на своей игровой системе, и поэтому ей нужен был новый маскот для консоли, поскольку серия Crash уже уходила в сторону жанра гонок со своей игрой Crash Team Racing. Тем не менее, обозреватели писали что одним из недостатков первой игры был её повторяющийся характер. Для того чтобы оживить геймплей, разработчики решили добавить второстепенные цели в игру, не обязательные для её прохождения. По словам Ами Блэр, директора разработки Sony Computer Entertainment America, «Spyro 2 — это не просто продолжение. Игроки, несомненно, будут привлечены игривыми выходками Спайро, но они также получат и игровой процесс, который более сложен и весел, чем когда-либо прежде». Игра была сделана студией Insomniac Games в полном 3D, как и её предшественник. Кроме того графический движок был значительно оптимизирован, и игра заметно расширена по сравнению с предыдущей.
С момента появления демонстрационной версии игра перетерпела множество изменений. Например, все названия уровней были изменёны, чтобы они не пересекались друг с другом; к примеру, уровень Crystal Glacier назывался Skelos Glaciers и был сюжетно связан с Skelos Badlands. В демоверсии у Спайро была способность к боковому перекату как и в первой игре, но в финальной версии она была убрана. В эпилоге также появляется часть врагов, которые не были включены в основную игру. Имя главного злодея игры, «Рипто», было вдохновлено японским написанием катаканой слова Spyro — スパイロ, «супайро».

### Озвучивание

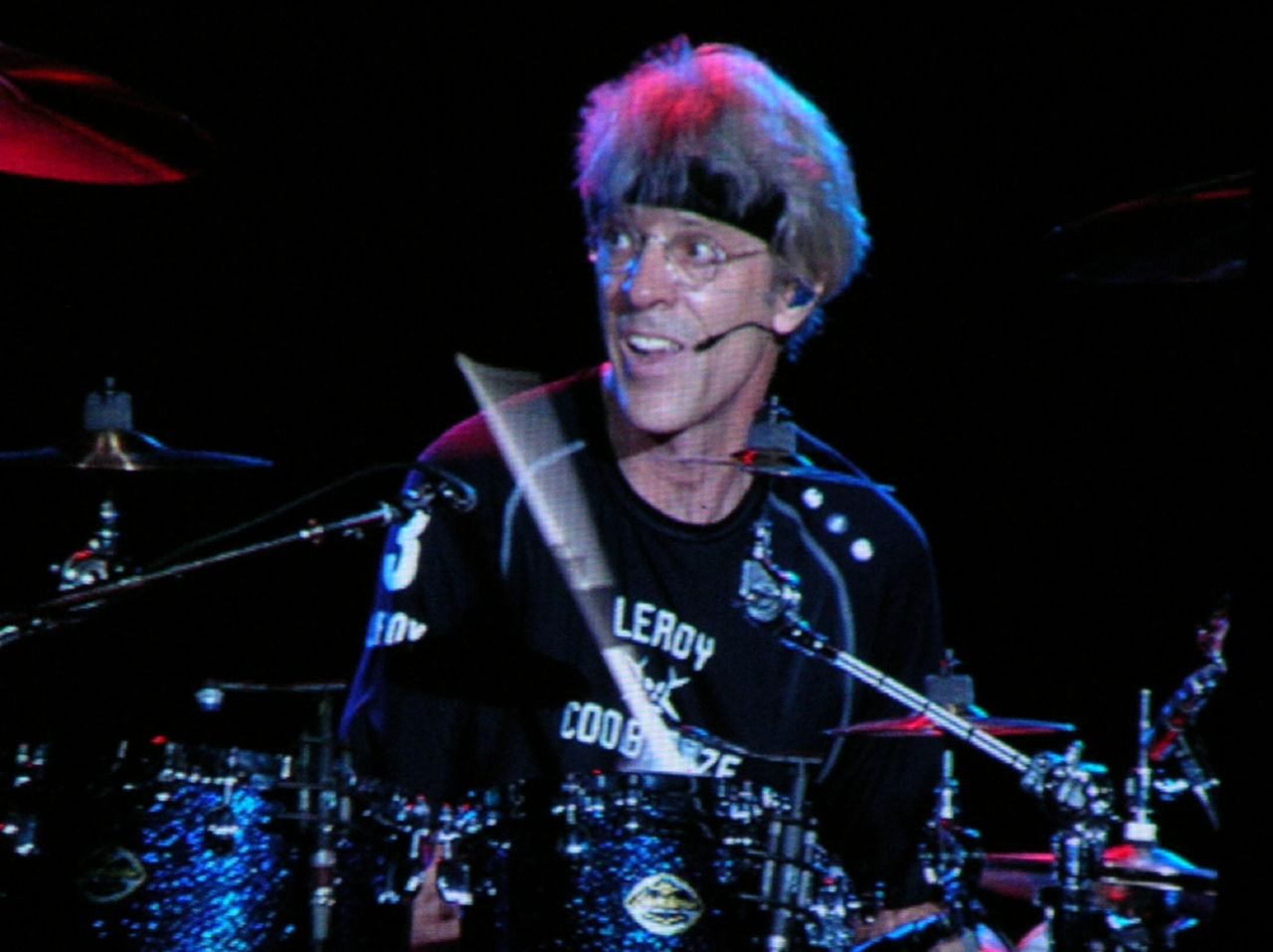
Стюарт Коупленд, ударник группы The Police, написал саундтрек к игре

Саундтрек к игре написал Стюарт Коупленд, ударник группы The Police. Он написал музыку к различным фильмам и к предыдущей игре в серии, Spyro the Dragon.
В интервью Стюарт Коупленд рассказал, что процесс написания музыки к серии игр про Спайро всегда начинался с первоначального прохождения уровней игры, пытаясь поймать чувство «атмосферы» каждого уровня. Коупленд отметил сложность написания музыки для игр, что нужно создать музыку которая была бы и интересна, и дополняла геймплей; его подход в итоге состоял в том, чтобы использовать сложные гармоники и басовые линии, чтобы в итоге музыка казалась «свежей» для игроков даже после многократного прослушивания. Он похвалил использование компакт-дисков игровой системой PlayStation, которые позволили ему не ограничивать себя технически.
Томас Кенни озвучил Спайро и Профессора, а Грегг Бергер озвучил Хантера, Рипто, Раша и Галпа. Элору озвучила Мелисса Дисней. Милтон Джеймс и Мэри Линда Филлипс озвучили Манибега и Зою. Остальное озвучивание осуществлено всеми этими актёрами, а также Марсело Тубертом. В японской версии голоса Спайро и Рипто соответственно озвучены Акико Ядзимой и Кэндзи Уцуми, в то время как Хантер, Профессор и Манибэг озвучены Хироаки Хиратой, Таканобу Ходзуми и Масуо Амадой. Синобу Адати и Эми Синохара исполняют голоса Элоры и Зои. Наконец, Спаркс, который говорит только в японской версии, озвучен Аи Сато.

### Выпуск
Spyro 2: Ripto’s Rage! вышла в Северной Америке 31 октября 1999 года, затем в Европе 5 ноября того же года, где она была названа Spyro 2: Gateway to Glimmer, а в Японии 16 марта 2000 года под названием Spyro X Sparx: Tondemo Tours. Игра была переиздана в США в серии Greatest Hits 5 ноября 1999 года и в Европе 12 января 2001 года в платиновом издании. Затем она стала доступна в линейке PSOne Classics в PlayStation Network в Европе 26 июля 2007 года, прежде чем быть убранной менее чем через неделю вместе с MediEvil и Crash Bandicoot 2: Cortex Strikes Back из-за проблем со звуком,

## Оценки
| Сводный рейтинг       | Сводный рейтинг |
| Агрегатор             | Оценка          |
| --------------------- | --------------- |
| GameRankings          | 86,57 %         |
| Иноязычные издания    |                 |
| Издание               | Оценка          |
| GameSpot              | 8,6/10          |
| IGN                   | 8,8/10          |
| Русскоязычные издания |                 |
| Издание               | Оценка          |
| OPM RU                | 9,5/10          |